# 多梅萨尔格
多梅萨尔格（法語：Domessargues，法語發音：[dɔmesaʁɡ]）是法国加尔省的一个市镇，属于阿莱斯区。

## 地理
多梅萨尔格（43°58'36"N, 4°10'8"E）面积7.32 平方千米，位于法国奧克西塔尼大區加尔省，该省份为法国南部沿海省份，南端濒地中海，北起顺时针与阿尔代什省、沃克吕兹省、罗讷河口省、埃罗省、阿韦龙省和洛泽尔省接壤。
与多梅萨尔格接壤的市镇（或旧市镇、城区）包括：艾格勒蒙、布夸朗和诺济耶尔、莫雷萨尔格、圣贝内泽、圣热涅斯-德马尔瓜雷斯、索泽。

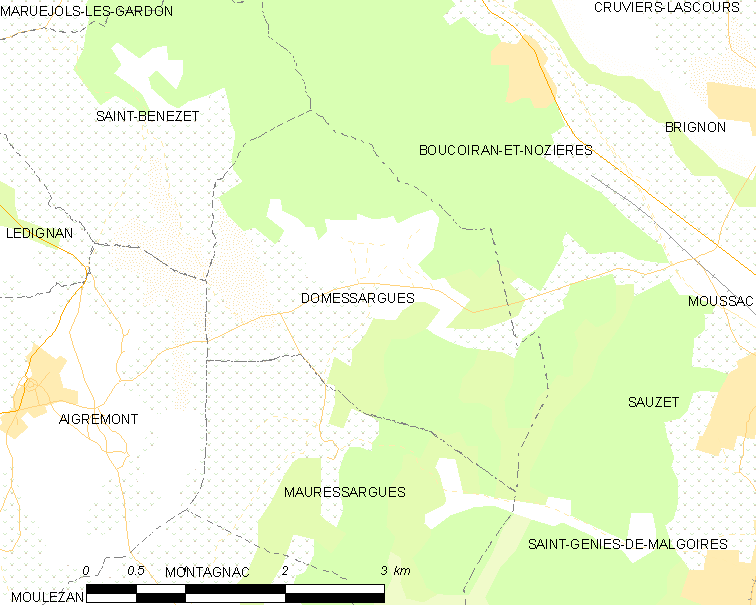
多梅萨尔格的OSM定位图

多梅萨尔格的时区为UTC+01:00、UTC+02:00（夏令时）。

## 行政
多梅萨尔格的邮政编码为30350，INSEE市镇编码为30104。

## 政治
多梅萨尔格所属的省级选区为基萨克县。

## 人口

1962-2008年间多梅萨尔格人口变化图示

多梅萨尔格于2022年1月1日时的人口数量为750人。